# Moulins-sur-Ouanne
Moulins-sur-Ouanne település Franciaországban, Yonne megyében. Lakosainak száma 279 fő (2022. január 1.). Moulins-sur-Ouanne Diges, Fontaines, Lalande, Leugny és Toucy községekkel határos.

## Népesség
A település népességének változása:
| Lakosok száma | 310  | 302  | 311  | 298  | 296  | 293  | 288  | 284  | 279  |
|               | 2013 | 2015 | 2016 | 2017 | 2018 | 2019 | 2020 | 2021 | 2022 |